# Jiří Petrmann
Jiří Petrmann též Jiřík Petrmann ml. či Juraj Petermann (1710(?) – 1792) byl slovenský luterský kazatel českého exulantského sboru v Drážďanech.
Narodil se v Pukanci u Banské Štiavnice. Po studiích v Halle, kde byl ovlivněn pietismem, působil jako učitel a následně kazatel. Od roku 1747 do své smrti byl kazatelem českého exulantského sboru v Drážďanech.
Napsal Hospodina srdcem i rty chválení neboli Drážďanský kancionál (1748), List o Večeři Páně (1782), Křesťanské víry základ (1783 a 1784), Čechořečnost (1783) aj. V roce 1766 se zasloužil o 3. vydání české tzv. hallské bible, jehož byl korektorem. Psal také německy.